# دوري السوبر الأوغندي 2007-08
دوري السوبر الأوغندي 2007-08 (بالإنجليزية: 2007–08 Uganda Super League)‏ هو موسم من دوري السوبر الأوغندي. أشرف على تنظيمه اتحاد أوغندا لكرة القدم، وكان عدد الأندية المشاركة فيه 18، وفاز فيه نادي كامبالا سيتي.